# SSC Space US
SSC Space US, Inc., voorheen Universal Space Network, Inc., of USN is een Amerikaans bedrijf gespecialiseerd in het volgen, controleren en verzamelen van telemetrie van ruimtevaartuigen.

## Geschiedenis
Universal Space Network werd opgericht door voormalig astronaut Pete Conrad (derde man op de maan en gezagvoerder van Apollo 12).
In 2009 kocht de Swedish Space Corporation USN.
On 1 januari 2016 werd de naam veranderd naar SSC Space US.
In december 2024 werd SSC Space US naast Intuitive Machines, KSAT en Viasat geselecteerd door NASA voor het verlenen van diensten ter ondersteuning van NASAs Near Space Network en meer specifiek voor communicatie met satellieten rond de aarde en satellieten in sterk elliptische banen.

## Infrastructuur
Het bedrijf had in 2010 vier grondstations en samenwerkingsovereenkomsten met veel andere grondstations die onder andere gebruikt werden door het NASA Near Earth Network, de voorloper van het Near Space Network.
De infrastructuur wordt gebruikt voor zowel commerciële toepassingen zoals Sirius XM Radio, wetenschappelijke missies in Low Earth Orbit zoals GALEX, als voor missies rond de maan zoals de Lunar Reconnaissance Orbiter en Gravity Recovery And Interior Laboratory. 

## Trivia
USN gaf 50% korting aan de deelnemers van de Google Lunar X Prize.